# Grabmal Kasimirs III.

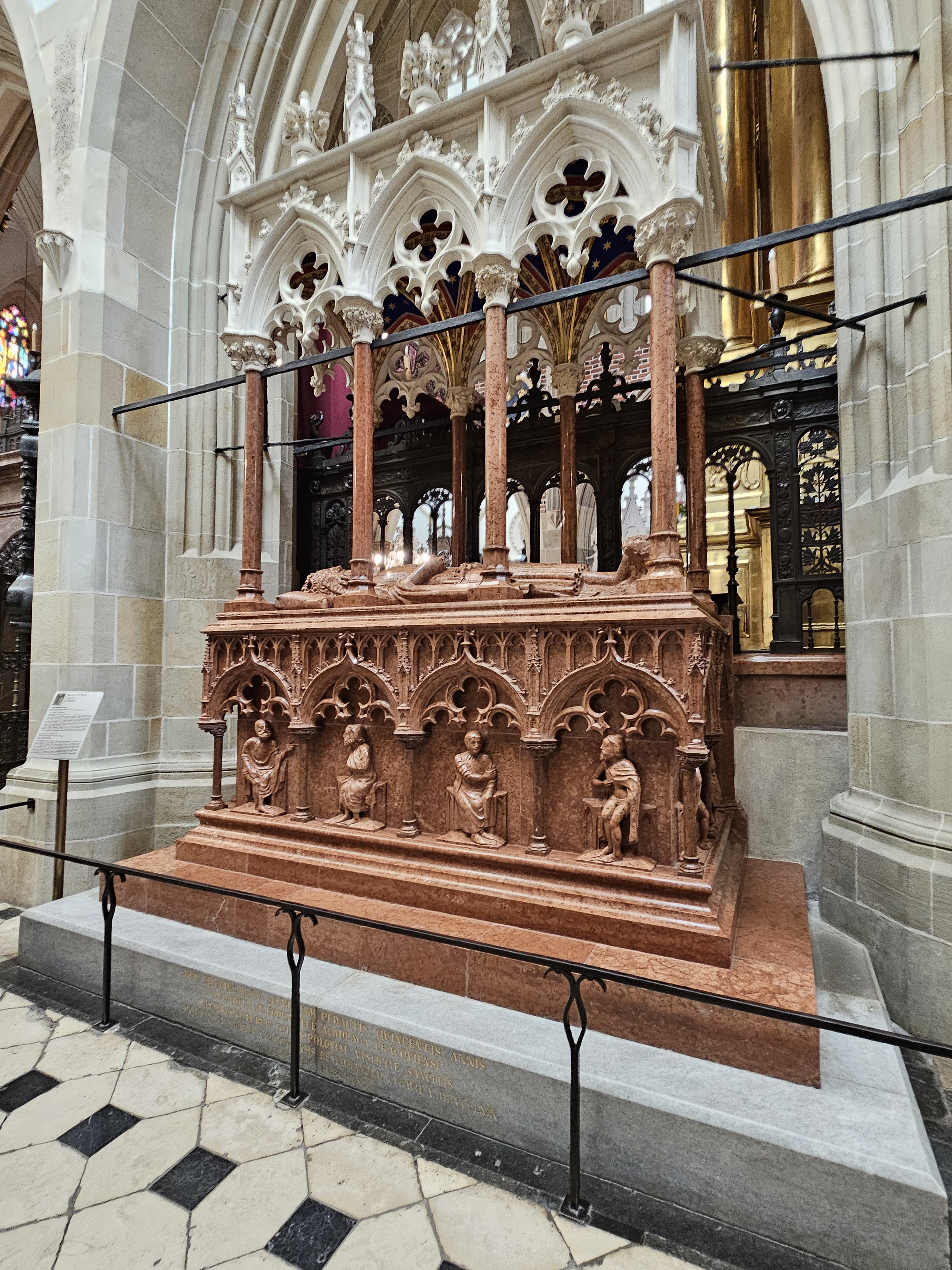
Grabmonument von König Kasimir der Große in der Wawel-Kathedrale

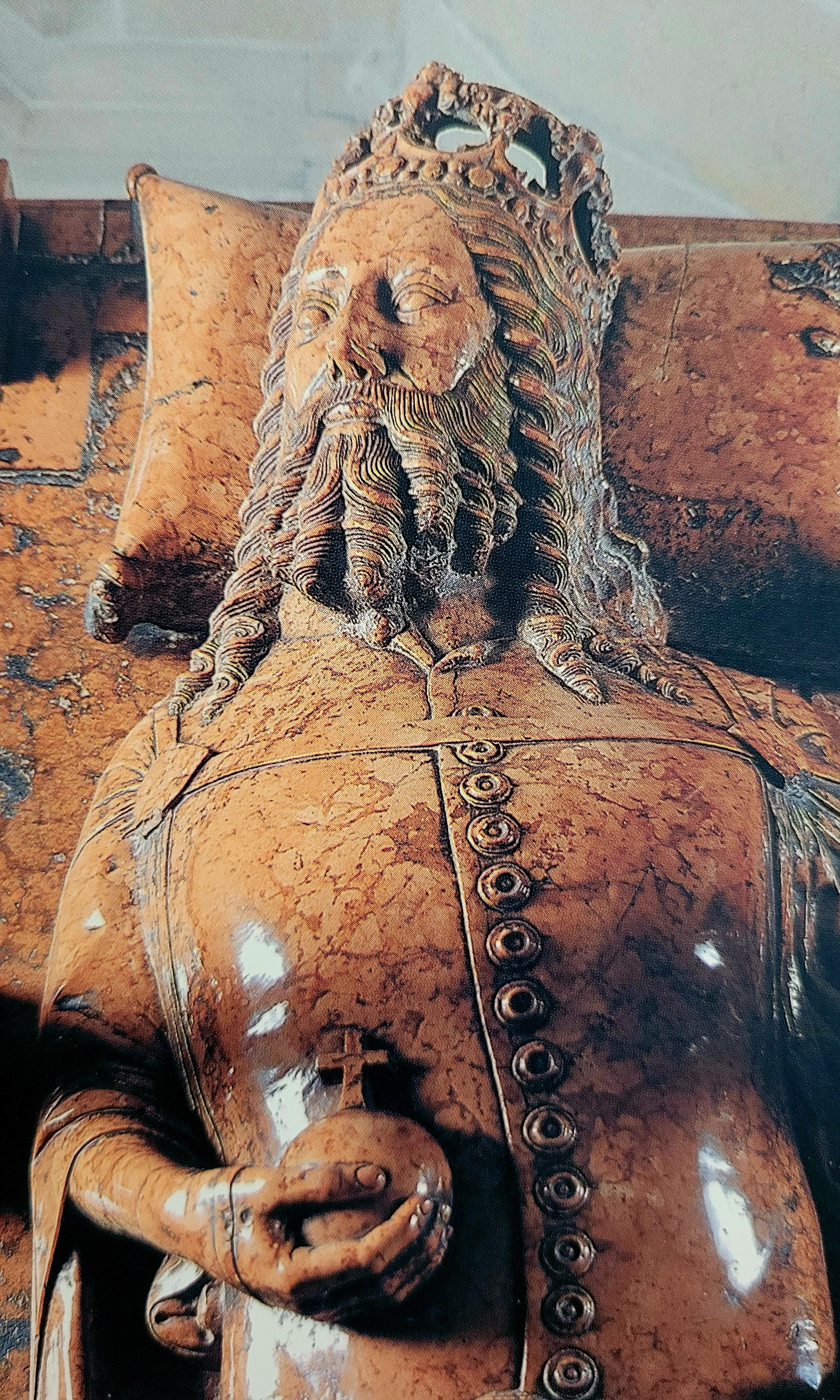
Kopfpartie der Statue des Königs

Das Grabmal Kasimir III. befindet sich in der Wawel-Kathedrale in Krakau.

## Geschichte
Kasimir der Große starb 1370 im Alter von 60 Jahren. Sein Neffe und Nachfolger Ludwig I. und seine Schwester Elisabeth von Polen stifteten das Grabmal zwischen 1370 und 1382.
Ursprünglich stand das Monument am Altar der Kreuzerhöhung, der heute nicht mehr vorhanden ist. Seit 1734 steht das Grabmal an seinem heutigen Platz.
Der Künstler ist nicht namentlich bekannt.

## Beschreibung
Das Grabmal besteht aus rotem Marmor und hellem Sandstein. Möglicherweise diente  das Grabmal von Rudolf IV. in Wien, das Ludwig I. kannte, als Vorbild. Das gotische Grab ist das zweite Hochgrab in der Wawel-Kathedrale und eine der ältesten erhaltenen gotischen Plastiken in Polen. Der gotische Baldachin wurde im Laufe der Zeit mehrmals ausgebessert. An den Seiten des Sarkophags sind den König betrauernde sitzende Relieffiguren angebracht. Der König ist als Mann mittleren Alters im Krönungsornat dargestellt. Sein Kopf ruht auf einem Kissen und ist zur Seite geneigt. Er steht auf einem Löwen.